# تپه تصفیه‌خانه ۱۶
تپه تصفیه خانهٔ ۱۶ مربوط به پاینه سنگی جدید است و در شهرستان کرمانشاه، بخش مرکزی، دهستان قره سو، ۱ کیلومتری جنوب غرب روستای ده سواران واقع شده و این اثر در تاریخ ۲۶ اسفند ۱۳۸۷ با شمارهٔ ثبت ۲۵۵۱۲ به‌عنوان یکی از آثار ملی ایران به ثبت رسیده است.